# Chowdenahalli, Arkalgud
Chowdenahalli là một làng thuộc tehsil Arkalgud, huyện Hassan, bang Karnataka, Ấn Độ.